# Trifenyloamina
Trifenyloamina – organiczny związek chemiczny o wzorze (C6H5)3N, będący trzeciorzędową aminą aromatyczną.
Pochodne trifenyloaminy o właściwościach elektroluminescencyjnych znajdują zastosowanie przy wytwarzaniu wyświetlaczy OLED.
Otrzymywanie w wyniku reakcji difenyloaminy z jodobenzenem.